# Classe Halland
La classe Halland est une classe de destroyers construits pour la marine suédoise dans les années 1950. Quatre navires étaient initialement prévus, mais une seconde commande sera annulée. Deux navires modifiés ont été exportés vers la marine colombienne. Ces navires étaient des combattants de surface polyvalents.

## Conception

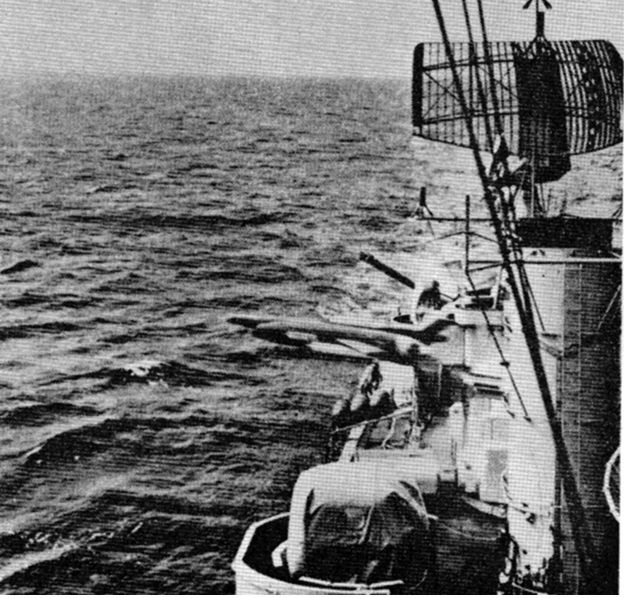
Tir d'un missile Rb 08 depuis un navire de classe Halland

Il s'agissait de navires à usage général dotés d'un puissant armement anti-sous-marin et anti-surface. Ils ont été rééquipés dans les années 1960 et réarmés avec des missiles anti-navires Saab Rb 08 (en) (un missile dérivé du drone Nord Aviation CT20). Les navires colombiens avaient un armement plus anti-surface.

## Navires de la classe

### Marine suédoise
- HMS Halland (J18), construit par Götaverken à Göteborg. Mis en service en 1955. Désarmé en 1982, mis au rebut en 1985.
- HMS Småland (J19), construit par Eriksberg à Göteborg. Mis en service en 1956. Désarmé en 1979, maintenant un navire-musée à Göteborg.
- HMS Lappland, annulé en 1958.
- HMS Värmland, annulé en 1958.

### Marine colombienne
- ARC 7 de Agosto (D-06) (ex-Trece de Junio), construit par Götaverken à Göteborg. Mis en service en 1958. Désarmé en 1986, mis au rebut.
- ARC 20 de Julio, construit par Eriksberg à Göteborg. Mis en service en 1958. Désarmé en 1986, mis au rebut.